# Transit
A Transit a magyar Septicmen együttes negyedik nagylemeze. Az album 2009-ben jelent meg a Nail Records (a Hammer Music alkiadója) gondozásában. Az együttes megszokott thrash metal zenéjébe ezúttal hard rock/stoner rock elemek is beépültek, és az énektémák is változatosabbak lettek a korábbi albumokhoz képest. Ezen a lemezen játszott először Németh Róbert dobos. 2010-ben a Black Room, míg 2011-ben a Perfect Trend című dalhoz forgattak videoklipet.

## Az album dalai
1. Condition
2. Black Room
3. Paradox Harmony
4. Sometimes
5. Vox
6. Amazon
7. Monster
8. Meteor
9. Deep Roots
10. Sacrifice
11. Perfect Trend

## Közreműködők
- Korcsmár Gyula – gitár, ének
- Garai Tibor – gitár
- Szalai "Vernon" Béla – basszusgitár
- Németh Róbert – dobok